# Risa Shinnabe
Risa Shinnabe (新鍋 理沙?, Shinnabe Risa; Kokubu, 11 luglio 1990) è un'ex pallavolista giapponese, nel ruolo di schiacciatrice.

## Carriera

### Club
La carriera di Risa Shinnabe inizia nei tornei studenteschi giapponesi. Nella stagione 2009-10 approda in V.Premier League (in seguito V.League Division 1), con le Hisamitsu Springs, club al quale si lega per tutta la sua carriera professionistica: nel corso delle undici annate trascorse nel club conquista cinque scudetti, sette edizioni della Coppa dell'Imperatrice, un Torneo Kurowashiki, un V.League Top Match e un campionato asiatico per club; le sue prestazioni sono inoltre impreziosite da numerosi riconoscimenti individuali, ricevendo un premio come miglior esordiente, cinque come miglior difesa, sei come miglior ricevitrice, tre apparizione nel sestetto ideale del campionato e una in quello del Torneo Kurowashiki, quattro premi d'onore e soprattutto quello di MVP del campionato 2013-14.
Il 20 giugno 2020 le Hisamitsu Springs annunciano il suo ritiro; in seguito motivato dall'impossibilità di ritornare a un livello di gioco soddisfacente dopo un infortunio a un legamento dell'indice della mano destra, patito a inizio 2020.

### Nazionale
Nel 2011 debutta nella nazionale giapponese al Montreux Volley Masters ed è poi finalista al campionato asiatico e oceaniano, mentre un anno dopo vince la medaglia di bronzo ai Giochi della XXX Olimpiade. Nel 2013 vince la medaglia d'argento al campionato asiatico e oceaniano e quella di bronzo alla Grand Champions Cup, seguite dall'argento al World Grand Prix 2014 e dall'oro al campionato asiatico e oceaniano 2017, dove viene anche premiata come miglior giocatrice. Nel 2019 indossa per l'ultima volta la maglia della nazionale nipponica.

## Palmarès

### Club
- Campionato giapponese: 5

2012-13, 2013-14, 2015-16, 2017-18, 2018-19
- Coppa dell'Imperatrice: 7

2009, 2012, 2013, 2014, 2015, 2016, 2018
- Torneo Kurowashiki: 1

2013
- / V.League Top Match: 1

2013
- Campionato asiatico per club: 1

2014

### Nazionale (competizioni minori)
- Montreux Volley Masters 2011
- Montreux Volley Masters 2019

### Premi individuali
- 2011 - V.Premier League: Miglior esordiente
- 2012 - V.Premier League: Miglior difesa
- 2013 - V.Premier League: Miglior difesa
- 2013 - Torneo Kurowashiki: Sestetto ideale
- 2014 - V.Premier League: MVP
- 2014 - V.Premier League: Miglior ricevitrice
- 2014 - V.Premier League: Sestetto ideale
- 2015 - V.Premier League: Miglior ricevitrice
- 2015 - V.Premier League: Miglior difesa
- 2015 - V.Premier League: Sestetto ideale
- 2016 - V.Premier League: Miglior ricevitrice
- 2016 - V.Premier League: Miglior difesa
- 2017 - V.Premier League: Premio d'onore[4]
- 2017 - Campionato asiatico e oceaniano: MVP
- 2018 - V.Premier League: Miglior ricevitrice
- 2018 - V.Premier League: Premio d'onore[5]
- 2019 - V.League Division 1: Miglior ricevitrice
- 2019 - V.League Division 1: Miglior difesa
- 2019 - V.League Division 1: Sestetto ideale
- 2019 - V.League Division 1: Premio d'onore[6]
- 2020 - V.League Division 1: Miglior ricevitrice
- 2020 - V.League Division 1: Premio d'onore[7]